# Oxira obsoleta
Oxira obsoleta är en fjärilsart som beskrevs av Tutt 1892. Oxira obsoleta ingår i släktet Oxira och familjen nattflyn. Inga underarter finns listade i Catalogue of Life.